# Siegfried Feller
Siegfried Feller (* 22. April 1958 in Mühlhausen/Thüringen) ist ein deutscher Kommunalpolitiker (CDU/CSU).

## Leben
Siegfried Feller ist gelernter Uhrmachermeister. 1990 wurde er zum Bürgermeister von Sonneberg gewählt und war damit der erste Nachwende-Bürgermeister der thüringischen Stadt. Feller war seit 1984 Mitglied der CDU und beerbte Klaus Oberender (SED, später parteilos) im Amt.
Am 26. Juni 1994 verlor er gegen seine Nachfolgerin Sibylle Abel (zunächst FDP, später CDU) eine Stichwahl. Nach der verlorenen Wahl zog er zunächst in den Landkreis Fürstenfeldbruck. Seit 2007 lebt er mit seiner Familie in Olching. 2013 wurde er Vorsitzender des Sozialverbandes Sozialverband VdK Deutschland in Olching. 2014 wurde er in den Olchinger CSU-Vorstand gewählt, seine Frau Gabrielle war Schriftführerin der Frauen-Union Olching.
Er wurde für die Kommunalwahlen am 16. März 2014 als CSU-Kandidat für den Bürgermeisterposten aufgestellt, scheiterte jedoch deutlich gegen den damaligen Amtsinhaber Andreas Magg (SPD). Feller legte im Anschluss das von ihm gewonnene Stadtratsmandat nieder.

## Privatleben
Feller ist verheiratet und hat drei Kinder.